# Liste des chaînes de télévision en Albanie
Cet article présente la liste des chaînes de télévision en Albanie. La télévision fut introduite en Albanie en 1960.
Ci-dessous se trouve une liste de chaînes de télévision diffusant dans la république de l'Albanie :

## Chaînes de télévision publiques

### Radio Televizioni Shqiptar
- RTSH
- RTSH 2
- RTSH Sport
- RTSH Muzikë
- RTSH Art

Dark TV

## Chaînes de télévision payantes
- Top Channel
- Vizion Plus
- TV Klan
- Albanian Screen
- TV Koha

### Thématiques
- T HD
- Stinët
- Gold HD
- Max HD
- Eurofilm
- Film Autor HD
- Film Hits HD
- Film Thriller
- Film Dramë
- Film Aksion HD
- Film Komedi HD
- Tring Super
- Tring Max
- Tring Life
- Tring Comedy
- Tring Fantasy
- Tring Shqip
- 3 Plus
- Jolly HD
- Digi Dramë
- Digi Aksion
- Digi Komedi
- Digi Shqip
- Digi Novela
- MGM Channel
- Fox Life
- Fox Crime
- Sci Fi Channel

### Documentaire
- Explorer Shkencë
- Explorer Histori
- Explorer Natyra
- Tring Planet
- Tring World
- Tring History
- Digi Planet
- Digi Histori
- National Geographic
- National Geographic HD
- Nat Geo Wild
- Travel Channel
- Travel Channel HD
- Discovery Channel
- Discovery Channel HD
- Investigation Discovery
- TLC Discovery
- Outdoor Channel
- History Channel

### Enfants
- Bang Bang
- Çufo TV
- Junior TV
- Tring Tring
- Tip TV
- Disney Channel
- Disney XD
- Nickelodeon
- Nickelodeon HD
- Nick Jr.
- Sofia Channel
- Orlando Kids
- Cartoon Network
- Boomerang
- Baby TV
- Duck TV

### Sports
- SuperSport 1
- SuperSport 2
- SuperSport 3
- SuperSport 4
- SuperSport 5
- SuperSport 6
- SuperSport 7
- SuperSport 1 HD
- SuperSport 2 HD
- SuperSport 3 HD
- SuperSport 4 HD
- SuperSport 5 HD
- SuperSport 6 HD
- SuperSport 7 HD
- SuperSport Kosova 1
- SuperSport Kosova 2
- SuperSport Kosova 3
- SuperSport Kosova 1 HD
- SuperSport Kosova 2 HD
- SuperSport Kosova 3 HD
- Tring Sport News
- Tring Sport 1
- Tring Sport 2
- Tring Sport 3
- Tring Sport 4
- Tring Sport 1 HD
- Tring Sport 2 HD
- Tring Sport 3 HD
- Tring Sport 4 HD
- RTSH Sport
- Eurosport
- Eurosport 2
- Extreme Sports Channel

### Musique
- MTV Live HD
- My Music
- MusicAL
- Melody TV
- BBF Music TV
- Folk Plus
- CliCk TV
- Supersonic TV
- STV Folk
- Tirana TV
- Club TV
- Blue Sky Music
- Turbo Channel
- ON TV
- Zico TV
- ART
- Glob Music
- Real TV

### Informations
- ABC News
- Top News
- Kanali 7
- Ora News
- News 24
- Scan Tv
- Channel One
- UTV News
- A1 Report
- Planet TV
- NTV
- BBC World News
- CNN
- Euronews
- Sky News
- DW-TV
- CNBC Europe
- Al Jazeera
- Al Jazeera Balkans
- Bloomberg TV

### Autres
- Big Brother 1
- Big Brother 2
- Shop TV
- Living
- Smile
- Muse
- Fashion TV
- Entertainment!
- Comedy Central
- Food Network

#### Anciennes
- TVA

## Chaînes affiliées disponibles à l'étranger
- Alsat M - Republic of Macedonia
- Klan Kosova - Kosovo

## DVB-T/S Multi-channel providers
- DigitAlb
- SuperSport Albania
- Tring Digital

## Foreign relay frequency
- TV5MONDE Europe
- Rai Med

### Traduction
- (en) Cet article est partiellement ou en totalité issu de l’article de Wikipédia en anglais intitulé « List of television stations in Albania » (voir la liste des auteurs).